# Mortagne-du-Nord
Mortagne-du-Nord ist eine französische Gemeinde mit 1.581 Einwohnern (Stand: 1. Januar 2022) im Département Nord in der Region Hauts-de-France. Sie gehört zum  Arrondissement Valenciennes und zum Kanton Saint-Amand-les-Eaux. Die Einwohner werden Mortagnais genannt.

## Geografie
Die Gemeinde Mortagne-du-Nord liegt in Regionalen Naturpark Scarpe-Schelde an der Grenze zu Belgien und an der Mündung der Scarpe in die Schelde, 16 Kilometer nordnordwestlich von Valenciennes. Mortagne-du-Nord wird umgeben von den Nachbargemeinden Brunehaut (Belgien) im Norden, Flines-lès-Mortagne im Osten, Château-l’Abbaye im Südosten, Thun-Saint-Amand im Süden sowie Maulde im Westen.

## Bevölkerungsentwicklung
| Jahr                       | 1962 | 1968 | 1975 | 1982 | 1990 | 1999 | 2006 | 2012 | 2020 |
| Einwohner                  | 1768 | 1664 | 1573 | 1589 | 1594 | 1580 | 1663 | 1621 | 1584 |
| Quellen: Cassini und INSEE |      |      |      |      |      |      |      |      |      |

## Sehenswürdigkeiten

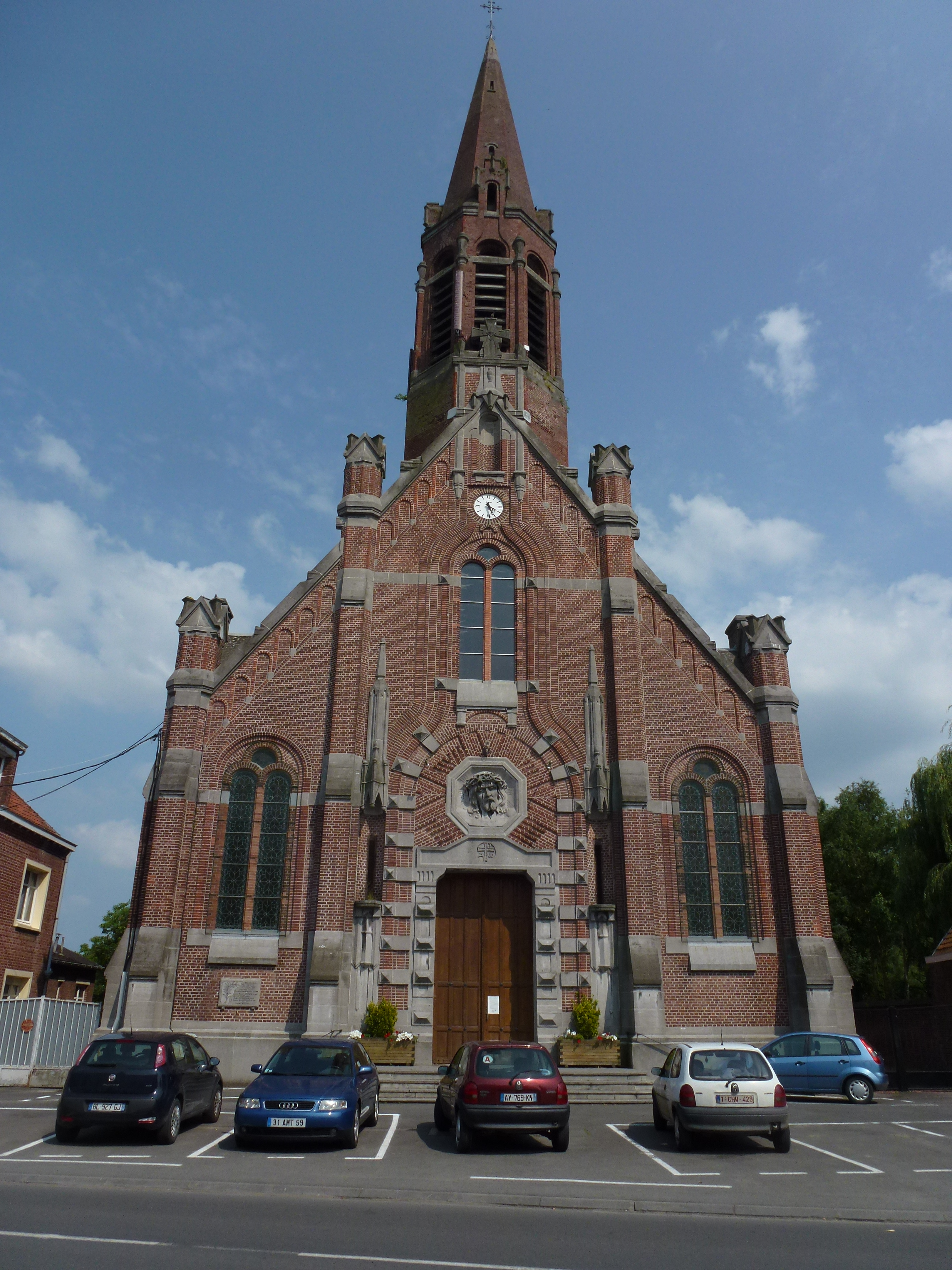
Kirche Saint-Nicolas

- Kirche Saint-Nicolas
- Museen
- Britischer Militärfriedhof

## Persönlichkeiten
- Jacques Stablinski (* 1957), Radrennfahrer